# Öja landskommun, Småland
Öja landskommun var en tidigare kommun i Kronobergs län.

## Administrativ historik
Den 1 januari 1863 började kommunalförordningarna gälla och då inrättades cirka 2 500 kommuner (städer, köpingar och landskommuner), tillsammans täckande hela landets yta.
I Öja socken i Kinnevalds härad i Småland inrättades då denna kommun. Kommunreformen 1952 innebar att denna landskommun uppgick i Bergunda landskommun, som 1971 uppgick i Växjö kommun.

## Politik

### Mandatfördelning i Öja landskommun 1938-1946
| 1 | 19 |

| 20 |

| 12 | 4 | 4 |

| 20 |

| 11 | 5 | 2 | 2 |

| 20 |